# Linepithema inacatum
Linepithema inacatum is een mierensoort uit de onderfamilie van de Dolichoderinae. De wetenschappelijke naam van de soort is voor het eerst geldig gepubliceerd in 1995 door Bolton.